# Немецкие диалекты

Немецкие диалекты к 1945

Диале́кты неме́цкого языка́ входят в состав западногерманских диалектов (языков) и состоят в общем континентальном диалектном континууме вместе с нидерландским языком. Диалекты нидерландского языка в классической немецкой диалектологии обычно рассматриваются как часть немецких, так как на уровне традиционных говоров нет оснований выделять диалекты Нидерландов и Бельгии из общей массы западногерманских диалектов, нидерландский язык является прежде всего самостоятельным литературным языком. К тому же границы нижнефранкского наречия, на основе которых сложился литературный нидерландский язык, не совпадают с границами распространения литературного нидерландского языка, говоры провинций Гронинген, Дренте, Оверэйссел и Гелдерланд относятся к нижнесаксонскому наречию, в основном распространённом в Германии, статус лимбургского диалекта спорен, многие лингвисты относят его к среднефранкским, к тому же часть его территории заходит в Германию. С другой стороны, на территории распространения нижнефранкских и лимбургских говоров в Германии используется литературный немецкий язык.
На территории Франции (Французская Фландрия, Эльзас, Лотарингия), Бельгии за пределами немецкоязычного сообщества и Италии за пределами Южного Тироля в настоящее время литературные германские языки не имеют никакого статуса, несмотря на наличие там ряда традиционно немецко/нидерландоязычных населённых пунктов.
В Люксембурге признаётся самостоятельность люксембургского языка, представляющего совокупность говоров мозельско-франкского наречия, лишь часть территории которой находится на территории Люксембурга. Впрочем, как литературный язык он используется мало, в основном в Люксембурге на письме преобладает французский, немецкий, английский языки, а также языки иммигрантов (прежде всего португальский).
Несмотря на множество различных диалектов, входящих в этот континуум, общим для Германии, Австрии и Швейцарии является стандартный немецкий (Standardsprache), или литературный язык (Hochdeutsch), имеющий, в зависимости от страны, где он используется, собственные варианты. В этой связи принято выделять собственно немецкий литературный язык Германии и его стандартные варианты — бундесдойч (Bundesdeutsch), австрийский (Österreichisches Deutsch) и швейцарский национальный варианты (Schweizer Standarddeutsch). Немецкие диалекты, используемые в Бельгии, Южном Тироле, Лихтенштейне и Люксембурге выделяются как варианты лишь номинально, тогда как в современном немецком языкознании редко признаётся их относительная самостоятельность. Вместе с тем даже внутри Германии есть некоторые отличия в литературном языке, в основном в области лексики, так ряд терминов, принятых на территории бывшей ГДР, отличается от западногерманских, в Баварии тоже есть свои особенности литературной лексики, хотя в целом со времён объединения Германии существует тенденция к сглаживанию подобных различий.
Если в Австрии, Южном Тироле и в немецкоязычной части Бельгии стандартный вариант имеет много общего с собственно стандартным немецким языком и используется широко, то язык Швейцарии — это множество собственных диалектов, сложно понимаемых носителем немецкого языка без специальной подготовки. Сфера использования стандартного языка более узка, когда разговорный считается привычным и естественным для швейцарцев, независимо от уровня образования или места жительства. На местных вариантах работает радио- и телевещание, публикуются некоторые печатные издания. Немецкий язык в Люксембурге сосуществует вместе с люксембургским языком, в Лихтенштейне — с группой родственных лихтенштейнских диалектов.

## Классификация немецких диалектов

### Нижненемецкий язык(Niederdeutsche Sprache)

Нижненемецкие диалекты

К нижненемецкому языку относят нижнефранкские диалекты, которые часто выделяются отдельно в качестве диалектов нидерландского языка, и собственно нижненемецкие диалекты в северной части Германии. Нижнефранкские диалекты распространены в Нидерландах, северной Бельгии (Фламандское сообщество), крайней северной части Франции (департамент Нор), а также на северо-западе Северного Рейна-Вестфалии в Германии. Собственно нижненемецкие диалекты распространены в северных землях Германии: Нижняя Саксония, Шлезвиг-Гольштейн, Гамбург, Бремен, большая часть Северного Рейна-Вестфалии, северная часть Саксонии-Ангальт, Мекленбург-Передняя Померания, северная часть Бранденбурга, Берлин (последние чаще относят к восточносредненемецкой области).

#### Нижнефранкские диалекты(Niederfränkisch)
- Брабантские диалекты (Brabantisch)
  - Западнобрабантский диалект (Westbrabantisch)
  - Восточнобрабантский диалект (Ostbrabantisch)
  - Южнобрабантский диалект (Südbrabantisch)
- Голландский диалект (Holländisch)
- Лимбургский диалект (Limburgisch), возможно среднефранкский рипуарской группы.
- Фламандские диалекты (Flämisch)
  - Восточнофламандский диалект (Ostflämisch)
  - Западнофламандские диалекты (Westflämisch)
    - Французско-западнофламандский диалект (Französisch-Westflämisch или Westhoekflämisch)
- Зеландский диалект (Seeländisch)
- Нижнерейнские диалекты (Niederrheinisch)
  - Северонижнефранкский (клеверландский) диалект (Nordniederfränkisch или Kleverländisch)
  - Восточнобергский диалект (Ostbergisch)
  - Южнонижнефранкский диалект (Südniederfränkisch)
    - Западнобергский диалект (Westbergisch)
    - Крефельдский диалект (Krieewelsch)

#### Нижнесаксонские диалекты(Niedersächsisch)
- Вестфальский диалект (Westfälisch)
  - Мюнстерландский диалект (Münsterländer Platt)
  - Восточновестфальский диалект (Ostwestfälisch)
  - Западномюнстерландский диалект (Westmünsterländisch)
  - Южновестфальский диалект / Зауэрландский диалект (Südwestfälisch / Sauerländer Platt)
- Остфальский диалект (Ostfälisch)
- Северонижнесаксонский диалект (Nordniedersächsisch)
  - Шлезвигский диалект (Schleswigsch)
    - Ангельнский диалект (Angelner Platt)
    - Шванзенский диалект (Schwansener Platt)
    - Айдерштедтский диалект (Eiderstedter Platt)
    - Хузумский диалект (Husumer Platt)

  - Гольштейнский диалект (Holsteinisch)
    - Восточногольштейнский диалект (Ostholsteinisch)
    - Дитмаршенский диалект (Dithmarsch)
    - Райнфельдский диалект (Reinfelder Platt)
    - Фемарнский диалект (Fehmarner Platt)
    - Любекский диалект (Lübsch)

  - Гамбургский диалект (Hamburger Platt)
  - Ольденбургский диалект (Oldenburger Platt)
    - Североольденбургский диалект (Nordoldenburgisch)
    - Южноольденбургский диалект (Südoldenburgisch)

  - Восточнофризский диалект (Ostfriesisches Platt)
  - Эмсландский диалект (Emsländisch)
  - Североганноверский диалект (Nordhannoversch)

#### Восточнонижненемецкие диалекты(Ostniederdeutsch)
- Мекленбургско-померанские диалекты (Mecklenburgisch-Vorpommersch)
  - Мекленбургский диалект (Mecklenburgisch)
  - Переднепомеранский диалект (Vorpommersch)
  - Западномекленбургский диалект (Westmecklenburgisch)
- Маркско-бранденбургские диалекты (Märkisch-Brandenburgisch)
  - Северомаркский диалект (Nordmärkisch)
  - Среднемаркский диалект (Mittelmärkisch)
- Среднепомеранский диалект (Mittelpommersch)
- Восточнопомеранский диалект (Ostpommersch)
- Нижнепрусский диалект (Niederpreußisch)
  - Немецко-платский диалект (Plautdietsch)

### Верхненемецкий язык(Hochdeutsch)
Верхненемецкие диалекты делятся на средненемецкие и южнонемецкие диалекты. Они занимают большую часть Германии, начинаясь от линии Бенрата на севере, и распространяются по территории Австрии, Швейцарии, Италии (Южный Тироль), Люксембурга, Лихтенштейна, Восточной Бельгии и других соседних государств. Средненемецкие диалекты делятся на западную и восточную группы. Южнонемецкие включают южные франкские диалекты, баварский и алеманнский диалект. На основе верхненемецких (прежде всего — восточносредненемецких) диалектов сформировался литературный немецкий язык.

#### Средненемецкие диалекты(Mitteldeutsch)

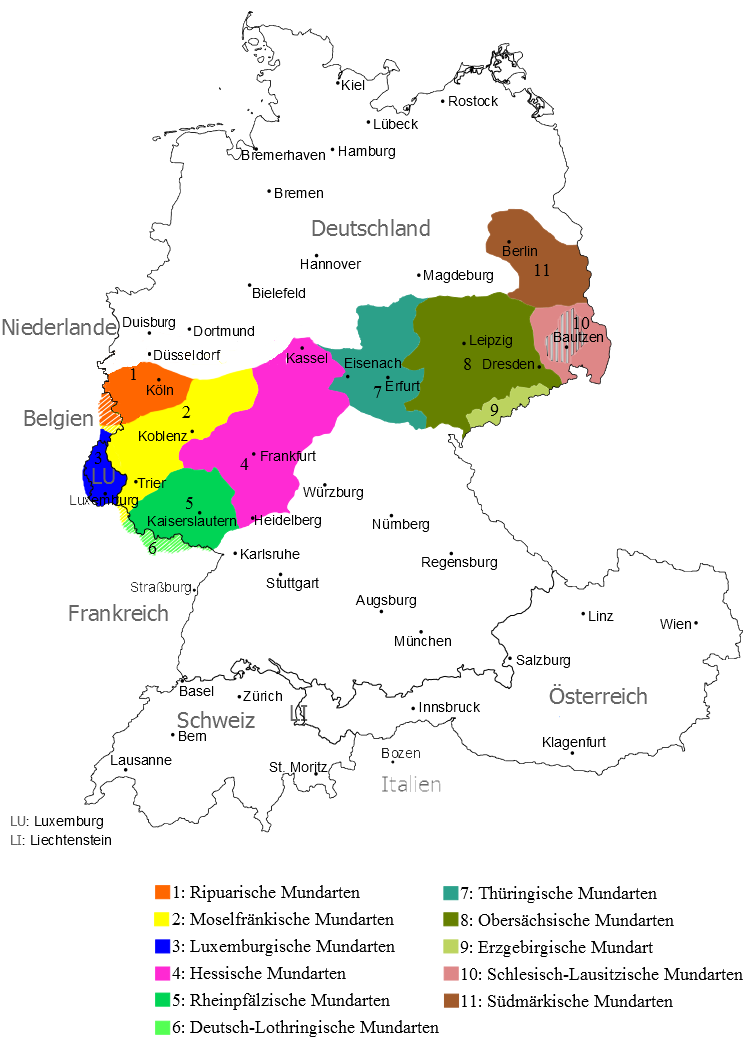
Средненемецкие диалекты

- Идиш (יידיש, Jiddish, יידיש)

##### Западносредненемецкие диалекты(Westmitteldeutsch)
- Среднефранкские диалекты (Mittelfränkisch)
  - Рипуарские диалекты (Ripuarisch)
    - Кёльнский диалект (Kölsch)
    - Ахенский диалект (Öcher Platt)
    - Эйшвайлерский диалект (Eischwiele Platt)
    - Дюренский диалект (Dürener Platt)

  - Мозельско-франкские диалекты (Moselfränkisch)
    - Трирский диалект (Trierisch)
    - Айфельский диалект (Eifler Mundart)
    - Зигерландский диалект (Siegerländisch)
    - Среднелотарингский диалект (Mittellothringisch)
    - Люксембургские диалекты (Luxemburgisch)

  - Рейнско-франкские диалекты (Rheinfränkisch)
    - Восточнолотарингский диалект (Ostlothringisch)
    - Пфальцский диалект (Pfälzisch)
      - Западнопфальцский диалект (Westpfälzisch)
      - Переднепфальцский диалект (Vorderpfälzisch)
      - Баденско-пфальцский диалект (Kurpfälzisch)
- Гессенские диалекты (Hessisch)
  - Нижнегессенские диалекты (Niederhessisch)
    - Северогессенский диалект (Nordhessisch)
    - Восточногессенский диалект (Osthessisch)

  - Среднегессенский диалект (Mittelhessisch)
  - Южногессенский диалект (Südhessisch)

##### Восточносредненемецкие диалекты(Ostmitteldeutsch)
- Берлинско-бранденбургские диалекты / Лужицко-новомаркский диалект (Berlin-Brandenburgisch / Lausitzisch-Neumärkisch)
  - Новомаркский диалект (Neumärkisch)
  - Южномаркский диалект (Südmärkisch)
    - Берлинский диалект (Berlinisch)

  - Лужицкий диалект (Lausitzisch)
    - Новолужицкий диалект (Neulausitzisch)
    - Нижнелужицкий диалект (Niederlausitzisch)
    - Верхнелужицкий диалект (Oberlausitzisch)
    - Восточнолужицкий диалект (Ostlausitzisch)
    - Западнолужицкий диалект (Westlausitzisch)
- Тюрингско-верхнесаксонские (тюрингские) диалекты (Thüringisch-Obersächsisch)
  - Тюрингские диалекты (Thüringisch)
    - Центральнотюрингский диалект (Zentralthüringisch)
    - Северотюрингский диалект (Nordthüringisch)
    - Восточнотюрингский диалект (Ostthüringisch)
    - Южный восточнотюрингский диалект (Südostthüringisch)
    - Ильмтюрингский диалект (Ilmthüringisch)
    - Северный восточнотюрингский диалект (Nordostthüringisch)
    - Западнотюрингский диалект (Westthüringisch)
    - Айхсфельдский диалект (Eichsfeldisch)
    - Мансфельдский диалект (Mansfeldisch)

  - Верхнесаксонский диалект / Мейсенские диалекты (Obersächsisch / Meißenisch)
    - Северомейсенский диалект (Nordmeißenisch)
    - Северный восточномейсенский диалект (Nordostmeißenisch)
    - Западномейсенский диалект (Westmeißenisch)
    - Южномейсенский диалект (Südmeißenisch)
    - Южный восточномейсенский диалект (Südostmeißenisch)

  - Остерландский диалект (Osterländisch)
    - Североверхнесаксонский диалект (Nordobersächsisch)
    - Северо-восточный остерландский диалект (Nordost-Osterländisch)
    - Шраденский остерландский диалект (Schraden-Osterländisch)
- Силезские диалекты (Schlesisch)
  - Вроцлавский диалект (Breslauisch)
  - Бжег-гродкувский диалект (Brieg-Grottkauer Mundart)
  - Горносилезский диалект (Gebirgsschlesisch)
  - Глацкий диалект (Glätzisch)
  - Краутский диалект (Kräutermundart)
  - Найдерландский диалект (Neiderländisch)
  - Северобогемский диалект (Nordböhmisch)
  - Верхнелужицкий диалект (Oberlausitzisch)
  - Верхнесилезский диалект (Oberschlesisch)
- Верхнепрусский диалект (Hochpreußisch)
- Эрцгебиргский диалект (Erzgebirgisch)

#### Южнонемецкие диалекты(Oberdeutsch)

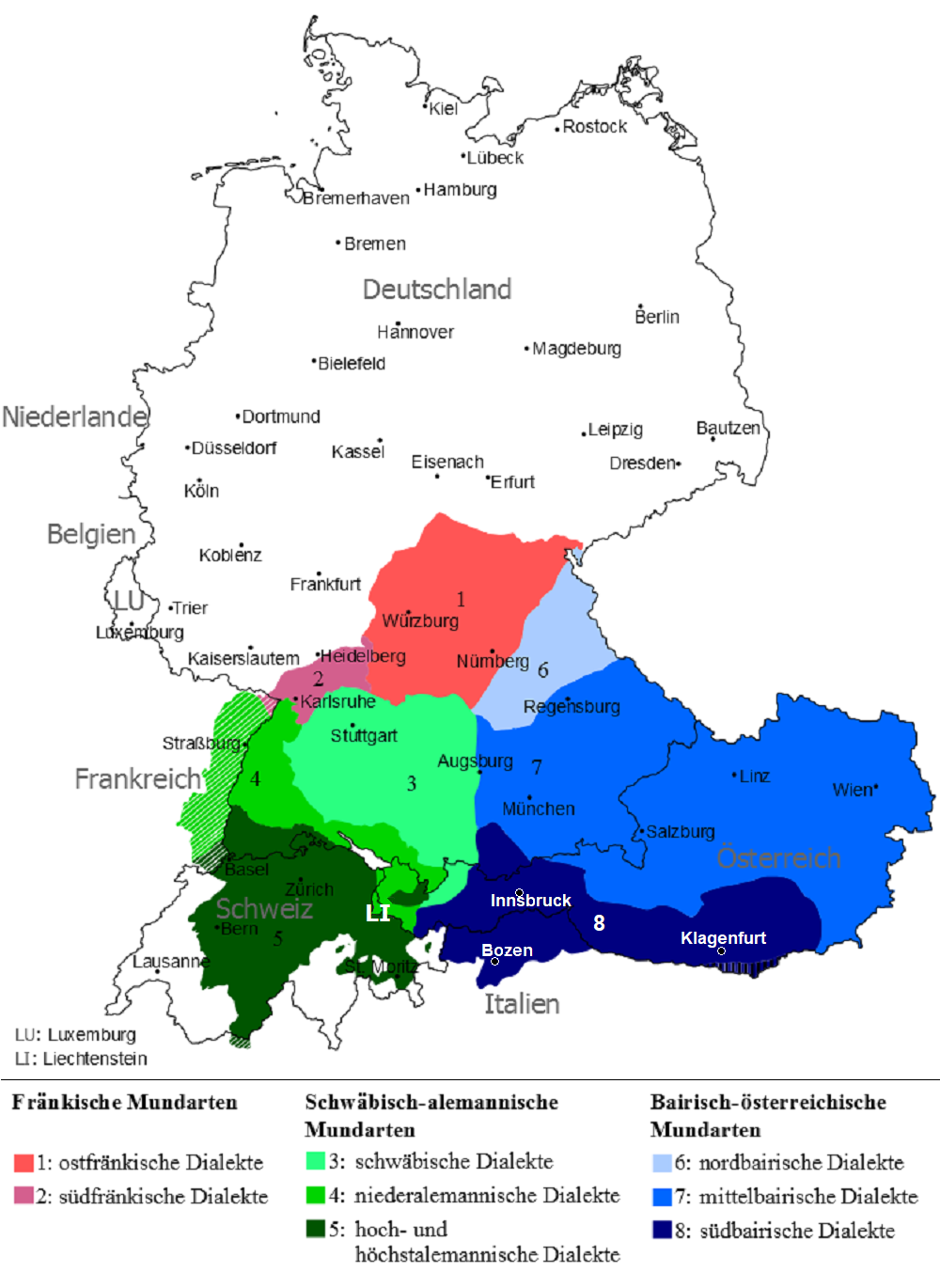
Южнонемецкие диалекты

##### Верхнефранкские диалекты(Oberfränkisch)
- Восточнофранкские диалекты (Ostfränkisch)
  - Хоэнлоэнский диалект (Hohenlohisch)
  - Ансбахский диалект (Ansbachisch)
  - Майнфранкские диалекты (Mainfränkisch)
    - Таубергрюндский диалект (Taubergründisch)
    - Рёнский диалект (Rhöner Platt)
    - Нижнефранконский диалект (Unterfränkisch)
    - Грабфельдский диалект (Grabfeldisch)
    - Хеннебергский диалект (Hennebergisch)
    - Ицгрюндский диалект (Itzgründisch)
    - Бамбергский диалект (Bambergisch)

  - Верхнефранконский диалект (Oberfränkisch)
  - Фогтландский диалект (Vogtländisch)
  - Нюрнбергский диалект (Nürnbergisch)
- Южнофранкские диалекты (Südfränkisch)
  - Карлсруэрский диалект / Баденский диалект (Karlsruhisch / Badisch)
  - Крайхгойский диалект (Kraichgäuisch)
  - Унтерландский диалект (Unterländisch)
  - Оденвальдский диалект (Odenwäldisch)

##### Алеманнский/Швейцарский диалект(Alemannisch/Schweizerdeutsch)
- Швабские диалекты (Schwäbisch)
  - Нижнешвабский диалект (Niederschwäbisch)
  - Верхнешвабский диалект (Oberschwäbisch)
  - Восточношвабский диалект (Ostschwäbisch)
  - Альгойский диалект (Allgäuerisch)
  - Энцтальско-швабский диалект (Enztalschwäbisch)
- Нижнеалеманнские диалекты (Niederalemannisch)
  - Бодензе-алеманнский диалект (Bodenseealemannisch)
    - Альгойский диалект (Allgäuerisch)
      - Верхнеальгойский диалект (Oberallgäuerisch)
      - Восточноальгойский диалект (Ostallgäuerisch)
      - Западноальгойский диалект (Westallgäuerisch)

    - Баар-алеманнский диалект (Baar-Alemannisch)
    - Южновюртембергский диалект (Süd-Württembergisch)
    - Форарльбергский диалект (Vorarlbergerisch)

  - Верхнерейнско-алеманнский диалект (Oberrheinalemannisch)
    - Базельский диалект (Baseldeutsch)
    - Эльзасский диалект (Elsässisch)
    - Баденский диалект (Badisch)
- Верхнеалеманнский диалект (Hochalemannisch)
  - Восточноверхнеалеманнский диалект (Ostschweizerdeutsch)
    - Шаффхаузенско-тургауский диалект (Schaffhausisch-thurgauisch)
    - Санкт-галленский диалект (St.-Galler-Deutsch)
    - Аппенцелльский диалект (Appenzellisch)
    - Граубюнденский диалект (Bündnerdeutsch)
    - Цюрихский диалект (Zürichdeutsch)

  - Переходный верхнеалеманнский диалект (Hochalemannische Übergangsmundart)
    - Люцернский диалект (Luzerndeutsch)
    - Аргауский диалект (Aargauerisch)

  - Западноверхнеалеманнский диалект (Westschweizerdeutsch)
    - Базельландский диалект (Basellandschäftlerdeutsch)
    - Бернский диалект (Berndeutsch)
    - Фриктальский диалект (Fricktalerisch)
    - Золотурнский диалект (Solothurnisch)

  - Южнобаденский диалект (Südbadisch)
    - Фрайбургский диалект (Freiburgisch)
    - Маркгрефлерландский диалект (Markgräflerländisch)
    - Южношварцвальдский диалект (Südschwarzwälderisch)

  - Зундгауский диалект (Sundgauisch)
- Горноалеманнский диалект (Höchstalemannisch)
  - Верхнебернский диалект (Berner Oberländisch)
  - Уриский диалект (Urnedeutsch)
  - Швицский диалект (Schwyzdeutsch)
  - Гларусский диалект (Glarusdeutsch)
  - Эгеритальский диалект (Ägeritalisch)
  - Зенслерский диалект (Senslerisch)
  - Валлисский диалект (Walliserdeutsch)

##### Баварский язык(Bairisch)
- Северобаварский диалект (Nordbairisch)
- Среднебаварский диалект (Mittelbairisch)
  - Хайнценский диалект (Hianzisch)
- Южнобаварский диалект (Südbairisch)